# 常盤町 (桐生市)
常盤町（ときわちょう）は、群馬県桐生市の旧町名である。
現在の仲町三丁目の東部にあたる。1966年（昭和41年）の住居表示の実施により、仲町の一部となった。

## 地理
桐生市の中部に位置し、東町・泉町・高砂町・旭町・川岸町とともに桐生市第六区に属していた。
東部は中通りを境として清水町に、南部は新川を境として浜松町に、西部は旭町に、北部は高砂町にそれぞれ接していた。
桐生ガス本社の所在地であり、町内中部に両毛線が通じている。新川には常盤橋が架かっていた。

## 歴史
かつての今泉村の一部にあたる。1873年（明治6年）に、今泉村、堤村、本宿村、村松村が合併して安楽土村となる。
1889年（明治22年）の町村制施行により、桐生新町、新宿村、安楽土村、下久方村、上久方村平井が合併して桐生町が発足、安楽土村は桐生町の大字の一つとなる。1921年（大正10年）の市制施行を経て、1929年（昭和4年）に大字が廃止され、常盤町が新設された。
1966年（昭和41年）の住居表示の実施に伴う町名変更により、旭町・川岸町のそれぞれ一部と常盤町の全域が仲町三丁目となった。ときわ集会所や旧常盤橋など付近の施設に名残りが見られる。